# Centraal Aanspreekpunt
Het Centraal Aanspreekpunt (afgekort: CAP) is een Belgische overheidsinstantie die rekeningnummers, financiële contracten, saldi en bepaalde verrichtingen van burgers en ondernemingen registreert bij de Nationale Bank van België. Het doel is om financieel misbruik, belastingontduiking en witwassen te vermijden en te ontdekken. Financiële instellingen hebben een informatieplicht. Bevoegde instellingen kunnen bepaalde informatie opvragen.

## Informatieplicht
Voor de burger en ondernemingen verloopt de informatieplicht op een transparante manier. De informatieplichtigen zijn instellingen voor financiële dienstverlening. Hieronder vallen banken, kredietinstellingen, verzekeringsmaatschappijen, beursvennootschappen, betalingsinstellingen, instellingen voor elektronisch geld, ondernemingen gespecialiseerd in financieringshuur, kredietgevers, enz. Zij dienen, op elektronische wijze, aan het CAP informatie mee te delen die betrekking heeft op hun cliënten en verrichtingen:
- het openen en afsluiten van een bankrekening
- begin en einde van contract in het kader van: een verhuur van een kluis, levensverzekering, termijndeposito, hypothecair krediet, leasingovereenkomst, of kredietopening
- saldi
- financiële verrichtingen met contanten, boven een bepaald bedrag

Er is geen mededeling vereist aan het CAP indien het drempelbedrag niet wordt bereikt. Zo voorziet men een drempelbedrag van 3.000 € per omwisselings-, aankoop- of verkoopverrichting voor de omwisseling van contanten tegen contanten, of voor de aan- of verkoop van monetaire activa in edele metalen tegen contanten. Een globaal drempelbedrag van 1.000 € wordt gehanteerd voor verschillende stortingen of afhalingen in contanten met een betaalrekening die worden verricht op dezelfde dag door dezelfde persoon.
Het toezicht van de Nationale Bank van België van de aan de CAP meegedeelde gegevens is beperkt tot het controleren of de informatieplichtigen de technische vereisten voor de melding respecteren en of de controlecijfers van het Belgisch IBAN-nummer of rijksregisternummer correct zijn. Voor bedrijven wordt het KBO nummer gecontroleerd. De Nationale Bank van België zal de meegedeelde gegevens aan het CAP niet zelf corrigeren.

### Buitenlandse rekeningen
Het openen of afsluiten van een buitenlandse rekening moet aan het CAP worden gedeeld. Daartoe wordt, hetzij elektronisch, hetzij per post via het daartoe door de Nationale Bank van België voorziene formulier, melding gemaakt aan het CAP van:
- het rekeningnummer (IBAN-nummer indien dit bestaat)
- de benaming van de buitenlandse bank-, wissel-, krediet- en spaarinstelling
- de BIC code wanneer deze bestaat, anders het volledige adres
- het land waar deze rekening werd geopend

De Nationale Bank van België registreert de ontvangstdatum van de meegedeelde gegevens aan het CAP en deelt de ontvangst ook mee, hetzij elektronisch (wanneer de aangifte elektronisch werd gedaan), hetzij binnen de 30 kalenderdag per post (wanneer de aangifte per post werd gedaan). Het CAP bewaart deze gegevens tot en met 10 jaar, na het jaar volgend op het jaar waarin de buitenlandse rekening werd gesloten. De buitenlandse rekening waarvan de belastingplichtige zelf, zijn echtgenoot of zijn kinderen gedurende het belastbaar tijdperk titularis is geweest moet tevens worden gemeld in de personenbelasting.
Net als vorige regeringen breidt nu ook de regering-De Wever het register met bankrekeningen uit. Zo wil ze via data-analyse fiscale fraude makkelijker opsporen.

### Dividenden en interesten
De schuldenaars van roerende voorheffing moeten aan het CAP de gegevens toezenden met betrekking tot de dividenden en de interesten, alsook de identificatie van de verkrijgers van deze inkomsten. Wanneer de fiscale administratie daarom verzoekt zal het CAP informatie delen over de roerende voorheffing ten laste van een belastingplichtige. Het CAP deelt alle inlichtingen omtrent de roerende inkomsten mee aan de operationele fiscale administratie wanneer het totaal aan jaarlijkse roerende inkomsten groter is dan 13.675 €.

## Toegang tot de data
Informatiegerechtigden zijn deze die wettelijk gemachtigd zijn om de in het CAP opgenomen informatie op te vragen, nadat hiervoor advies werd ingewonnen bij de Gegevensbeschermingsautoriteit. Het betreft personen of ondernemingen wiens (eigen) gegevens staan geregistreerd bij het CAP, de door het Directiecomité gemachtigde personeelsleden van de Nationale Bank van België en specifieke categorieën van informatiegerechtigden, zoals:
- de Federale Overheidsdienst Financiën
- Koninklijke Federatie van het Belgisch Notariaat
- de belastingdienst

De volgende agenten kunnen via het Centraal Aanspreekpunt informatie bekomen:
- De notaris, maar enkel in het kader van aangiften van nalatenschap en mits motivatie informatievragen aan het Centraal Aanspreekpunt[12]
- De procureur des Konings en de onderzoeksrechter, maar enkel via een specifiek en met redenen omkleed verzoek in het kader van specifieke misdrijven of in het kader van fraude[13]
- De Nationale Kamer van Gerechtsdeurwaarders, maar enkel op rechterlijk verzoek om gegevens op te vragen in het kader van het Europees bevel tot conservatoir beslag op bankrekeningen en in het kader van het bewarend beslag onder derden[14]
- De ambtenaren van de Federale Overheidsdienst Financiën, Algemene Administratie van de douane en accijnzen, mits een met reden omklede machtiging van het Administrateur-generaal[15]
- De ambtenaren van de Federale Overheidsdienst Financiën, Administratie belast met de belasting over de toegevoegde waarde met de graad van adviseur-generaal, mits specifieke en gemotiveerde aanvraag in geval van fraude[16]
- De ontvangers van de Federale Overheidsdienst Financiën die bevoegd zijn voor de invordering van de belasting over de toegevoegde waarde, mits specifieke machtiging werd verleend door een ambtenaar met minstens de graad van adviseur-generaal[17]
- De ambtenaren van de Federale Overheidsdienst Financiën die belast is met de inning van de schuld van de registratie- en successierechten[18]
- De adviseurs van de Federale Overheidsdienst Financiën die belast zijn met de invordering van de penale boetes, verbeurdverklaringen van geldsommen, gerechtskosten en bijdragen[19]
- De ontvangers van de Federale Overheidsdienst Financiën die bevoegd zijn voor de invordering van de niet-fiscale schuldvorderingen, mits machtiging door een ambtenaar met minstens de graad van adviseur-generaal[20]
- De magistraat van het Centraal Orgaan voor de Inbeslagneming en de Verbeurdverklaring, mits met redenen omklede beslissing om informatie aan te vragen in het kader van een solvabiliteitsonderzoek[21]
- De Dienst voor alimentatievorderingen, mits machtiging van een ambtenaar met minstens de graad van adviseur-generaal, voor het opvragen van gegevens van een onderhoudsplichtige of een medeschuldenaars[22]

De cel voor financiële informatieverwerking (CIF), haar leden of haar personeelsleden hebben onmiddellijk en ongefilterd toegang tot de rekeningen en financiële contracten die worden gehouden in het CAP. Het betreft situaties waarin er vermoedens zijn in het kader van het witwassen van geld, de financiering van terrorisme (WG/FT), en de financiering van de proliferatie van massavernietigingswapens (WG/FTP).